# 11774 Jerne
11774 Jerne è un asteroide della fascia principale. Scoperto nel 1977, presenta un'orbita caratterizzata da un semiasse maggiore pari a 3,1520439 UA e da un'eccentricità di 0,1419696, inclinata di 13,72398° rispetto all'eclittica.
L'asteroide è stato denominato così in onore di Niels K. Jerne, Premio Nobel per la medicina nel 1984.